# Oath Bound
Oath Bound to szósty album zespołu Summoning, wydany w 2006 roku przez wytwórnię Napalm Records. 
Utwór Mirdautas Vras został w całości napisany w Czarnej Mowie Mordoru, autorem tekstu jest Stefan Huber. Podobnie jak na poprzednim albumie, muzycy ponownie posłużyli się czystymi chóralnymi wokalami, tym razem w dwóch utworach: Might and Glory oraz  Land of the Dead.

## Lista utworów
1. Bauglir - 2:58
2. Across the Streaming Tide - 10:20
3. Mirdautas Vras - 8:13
4. Might and Glory - 8:26
5. Beleriand - 9:27
6. Northward - 8:39
7. Menegroth - 8:12
8. Land of the Dead - 12:50

## Twórcy
- Protector (Richard Lederer) – śpiew na ścieżkach 2, 4 i 8, gitara elektryczna, instrumenty klawiszowe, programowanie perkusji
- Silenius (Michael Gregor) – śpiew na ścieżkach 3, 5, 6 i 7, gitara basowa, instrumenty klawiszowe